# 吉首市第一中学
26°54′40″N 112°33′30″E / 26.911049°N 112.558365°E
吉首市第一中学（英語：the No.1 Middle School of jishou）位于湖南省吉首市吉首市教育路1号，学校始建于1955年，是湖南省示范性中学。在当地亦称“吉首一中”或“吉首市一中”

## 学校沿革
1955年，创立湖南省吉首初级中学。
1956年，学校更名为湖南省吉首中学。
1963年，吉首名师附小并入湖南省吉首中学。
1969年，学校更名为吉首县东方红学校。
1970年，学校分离出吉首县东方红小学学校，同年更名为湖南省吉首市第一中学。
1971年，吉首市民办群慧中学并入。
1980年，吉首市第一中学被确定为州重点中学。
2000年，正式挂牌成为湖南师范大学第五附属中学。
2007年，被湖南省教育厅正式批准成为省级示范性高级中学。

## 学校文化

### 办学理念
以德立校，全面育人；以人为本，和谐发展。

### 办学定位
质量强校、特色立校，科研兴校、人本治校；上规范，创特色，高质量，争一流

### 校训
教必以正，学必以勤

### 校风
和谐、求实、严谨、创新

### 教风
治学严谨，执教严明，要求严格

### 学风
弘志、勤勉、善思、苦练

## 著名校友
- 欧阳淞，中共中央组织部副部长。
- 武吉海，湖南省政府党组成员，秘书长，中央候补委员。
- 刘湘溶，湖南师范大学校长。[2]

## 对外合作
法国蒙塔尔纪市蒙塔尔纪森林中学与吉首一中交流。

## 奖项
吉首一中官网表示学校先后荣获“全国文教战线先进单位”、“湖南省体育传统校先进单位”、“ 湖南省艺术教育先进单位”、“ 湖南省卫生文明先进单位”、“省环境教育先进单位”、“省级先进基层工会”、 “州级文明标兵单位”、“州高中教学质量先进单位”、“州教学常规管理优秀学校”、“州青少年科普教育先进单位”、州“学习型学校”等荣誉称号。

## 历任校长
| 开始时间   | 结束时间   | 校长   | 备注 |
| ---------- | ---------- | ------ | ---- |
| 1955年8月  | 1970年1月  | 左岱勋 |      |
| 1969年11月 | 1972年7月  | 王启武 |      |
| 1972年7月  | 1974年12月 | 姚本莲 |      |
| 1973年2月  | 1986年4月  | 李春生 |      |
| 1986年4月  | 1991年1月  | 向希程 |      |
| 1991年1月  | 2002年3月  | 李国良 |      |
| 2002年4月  | 2007年10月 | 武吉蓉 |      |
| 2007年10月 | 2012年     | 向乃淼 |      |
| 2012年     | 至今       | 田康   |      |

|}